# Lepricornis bicolor
Lepricornis bicolor är en fjärilsart som beskrevs av Frederick DuCane Godman och Osbert Salvin 1886. Lepricornis bicolor ingår i släktet Lepricornis och familjen Riodinidae. Inga underarter finns listade i Catalogue of Life.